# Operation: Doomsday
Operation: Doomsday è l'album di debutto dell'artista Rap Daniel Dumile, qui con lo pseudonimo di MF DOOM. L'album segna il suo ritorno sulla scena, dopo la fine del periodo KMD. L'album è stato pubblicato in formato CD e doppio LP, per l'etichetta Fondle 'Em Records, nel gennaio del 1999 e poi ristampato nel 2001 dalla Sub Verse Records con una nuova tracklist.
Nonostante la ristampa, tra il 2003 e il 2004 il CD andò fuori stampa, diventando velocemente un oggetto da collezionisti, mentre l'LP rimase disponibile ancora per molto tempo.
L'album, nel maggio 2007, fu messo su iTunes e reso disponibile per il download legale.

## Tracce
1. "The Time We Faced Doom (Skit)" – 2:04
2. "Doomsday" Ft. Pebbles The Invisible Girl – 4:58
3. "Rhymes Like Dimes" Ft. DJ Cucumber Slice – 4:19
4. "The Finest" Ft. Tommy Gunn – 4:00
5. "Back in the Days (Skit)" – 0:45
6. "Go with the Flow" – 3:36
7. "Tick, Tick..." Ft. MF Grimm – 4:04
8. "Red & Gold" Ft. King Geedorah – 4:42
9. "The Hands of Doom" – 1:51
10. "Who You Think I Am?" Ft. King Caesar, Rodan, Megalon, Kamackeris & Kong – 3:24
11. "Doom, Are You Awake? (Skit)" – 1:12
12. "Hey!" – 3:46
13. "Greenbacks" Ft. Megalon & King Geedorah – 3:48
14. "The M.I.C." Ft. Pebbles The Invisible Girl – 3:03
15. "The Mystery Of Doom (Skit)" – 0:24
16. "Dead Bent" – 2:22
17. "Gas Drawls" – 3:45
18. "?" Ft. Kurious Jorge – 3:30
19. "Hero vs. Villain (Epilogue)" Ft. E. Mason – 3:02 (nell'edizione del 2001 questa canzone è sostituita da "I Hear Voices, Part 1")

## Campioni utilizzati
- "Doomsday" contiene un campione da "Kiss of Life" dei Sade.
- "Doomsday" contiene un campione da "Poetry" della Boogie Down Productions.
- "Rhymes Like Dimes'" contiene un campione da "One Hundred Ways" di James Ingram.
- "The Finest" contiene un campione da "The Finest" della The S.O.S. Band.
- "Red and Gold" contiene un campione da "Shootem Up Movies" dei The Deele.
- "Go With The Flow" contiene un campione da "Aint' No Price on Happiness" dei The Spinners.
- "Tick, Tick" contiene un campione da "Glass Onion" dei The Beatles.
- "Gas Drawls" contiene un campione da "Black Cow" di Steely Dan.
- "Who You Think I Am?" contiene un campione da "Eastern Market" di Yusef Lateef
- "Hey!" contiene un campione da "Scooby Doo".
- "The Mic" contiene un campione da "Microphone Fiend" di Eric B. & Rakim e da "All in the Name of Love" degli Atlantic Starr
- "Dead Bent" contiene un campione da "Walk On By" di Isaac Hayes, da "Always" degli Atlantic Starr e da "Super Hoe" della Boogie Down Productions.
- "I Hear Voices Pt.1" contiene un campione da "For Love (I Come Your Friend)" di George Duke.